# Hyperion (Haas)
Hyperion, concert voor licht en orkest is een compositie van de Oostenrijker Georg Friedrich Haas. Het is geschreven voor groot symfonieorkest met twee ontstemde piano's en een uitgebreide percussie-sectie. Hyperion is gebaseerd op het verhaal van dezelfde titel van Friedrich Hölderlin, maar ook op de figuur uit de Griekse mythologie.

## Theorie
Haas is een haast wiskundig componist. Hij laat de muziek zelf haar gang gaan; hij stuurt alleen wat bij zo bleek bij zijn eerdere werken, zoals In vain. In deze compositie introduceert hij licht als, zoals hijzelf zegt, een niet zichtbaar en hoorbaar percussie instrument. Licht heeft altijd invloed op de luisteraar, ook al is het er niet. Haas pakt het anders aan. Hij verdeelt het orkest in vier grote blokken, zet ze tegen vier wanden van een zaal en laat ze beïnvloeden door lichtsignalen om de tegenoverliggende muren. Het is daarbij niet de bedoeling dat het licht de plaats van de dirigent overneemt, maar meer een indicatie geeft hoe er gespeeld kan worden. Uiteraard is daarbij de stemming van de groep musici weer van belang, want ook één groep musici reageert anders op signalen dan een andere groep. Daarnaast zijn delen van het werk aleatorisch geschreven, zodat de musici een grote vrijheid hebben in de uitvoering.

## Praktijk
De compositie begint met twee harde aanslagen op de piano met de rechterpedaal ingedrukt, zodat de klanken lang blijven hangen. Deze tonen zijn voor de komende 10 minuten het enige rustpunt. De orkestklanken komen als helse lichtstralen op je af, voordat je het goed kan zien, is het alweer voorbij. De piano wordt bijvoorbeeld niet meer aangeslagen, maar meer geaaid. Ondanks de lichtheid komt het massaal over. Na ongeveer 10 minuten luidt de piano ook het eerste rustpunt in. De rustpunten zijn echter van korte duur. Al na 1 tel begint een muziekinstrumentalist al met zijn tweede deel, dat net zo hels, massief klinkt als het eerste stuk. De muziek gaat maar door zonder enige pauze of de gelegenheid te ontsnappen aan de spanning.
Een tweede langere rustpauze komt na ongeveer 20 minuten. Een aantal koperblaasinstrumenten mag samen een akkoord, dan wel cluster opzetten. Helaas de heldere klank heeft een Mahler 10 klnkt, helder maar ontzettend dreigend. Het duurt dan ook niet lang of de onrust begint weer. De akkoorden blijven 4 minuten op de achtergrond doorklinken, maar delven het onderspit.
De derde rustpauze wordt ingang gezet door een toenemend gebruik van percussie. In bijna alle muziek wordt slagwerk en percussie gezien om de muziek een stevige ritmische basis te geven. Hier doen ze het tegenovergestelde. De muziek raakt meer en meer ontregeld, totdat na een crescendo in de tamtam wederom een statig akkoord / cluster naar boven komt drijven. De klank hier heeft veel weg van de akkoorden die Pink Floyd speelde tijdens hun psychedelische tijd. Een beetje zweverig, maar niet rustig.; denk hier aan het lange akkoord op Echoes van Meddle.
Het vierde deel wordt overheerst door het slagwerk en piano, dat het hele orkest op sleeptouw neemt in een reeks stijgende tonen. Normaal gezien zou het orkest dan steeds luider gaan spelen; hier speelt het orkest decrescendo zodat de spanning toeneemt, maar tegelijk wordt afgebroken. Het gaat ten slotte als een nachtkaars uit.
Na enige seconden stilte komt dan het coda in de gedaante van een slotakkoord, dat niet massief klinkt, maar haast doorzichtig ijl.

## Première
Het werk werd voor het eerst uitgevoerd op de Donauerschinge Musiktage versie 2006 en werd uitgevoerd door het orkest SWR Sinfonieorchester Baden-Baden und Freiburg. Opnamen verschenen in 2008 op het platenlabel NEOS. Rosalie is de vrouw die de lichtinstallatie verzorgde en stuurde. Een dirigent was niet nodig, wel moesten er aanwijzingen gegeven worden tijdens de repetities.